# Nanny (Schiff)
Die Nanny war ein Turbinentankschiff der Partrederi T/T Nanny, das 1978 in Betrieb genommen wurde. Sie war das bisher breiteste Frachtschiff und nach der Pioneering Spirit das breiteste Schiff überhaupt.

## Geschichte
Gebaut wurde die Nanny 1978 von der Uddevallawerft in Uddevalla, Schweden für die Partrederi T/T Nanny, an der die Reederei Munkedals AB zu 75 % und die Bauwerft zu 25 % beteiligt waren. Am 3. April 1981 gab die Munkedals AB ihren Anteil für 95.377.500 Schwedische Kronen an die Uddevallawerft zurück, die das Schiff noch im selben Monat an die Zenit Tank AB in Göteborg übertrug. Auf der Reede von Fujairah wurde der Tanker am 20. Juni 1984 in King Alexander umbenannt und an die in Piräus ansässige Firma Overseas Investments & Trading SA des griechischen Reeders John S. Latsis übergeben. 1998 ging die Nanny an die Frontline AB in Stockholm, die sie in Sea World umtaufte und unter Liberia Flagge brachte. Neuer Heimathafen des im selben Jahr wiederum an die Addisson Shiping & Trading in Nassau, Bahamas übertragene Sea World war Monrovia. 2003 wurde das Schiff an chinesische Abbrecher verkauft. Es traf im April 2003 in Jiangyin zum Abbruch ein.

## Ladeeinrichtungen
Der Laderaum der Nanny war durch zwei Längsschotte und mehrere Querschotte in sieben Mitteltanks und je 13 Seitentanks aufgeteilt. Nur ein Mitteltank sowie zwei Seitentanks waren als Ballastwassertanks ausgelegt. Die Nanny war mit vier dampfbetriebenen Ladungspumpen von je 5.500 m³/h und zwei Stripperpumpen von je 800 m³/h Pumpvermögen ausgerüstet. Das Rohr und Pumpensystem machte ein vermischungsfreies Laden und Löschen von vier verschiedenen Ölsorten möglich. Die bordeigene Inertgasanlage hatte eine Kapazität von 27.500 m³/h.